# クリス・ラギー
クリス・ラギー（Chris Wragge、1970年7月19日 - ）は、アメリカのニュースキャスターである。CBS放送系列WCBS-TV所属。以前は同局でスポーツキャスター、ジャーナリストを主に務めていたが、2006年11月に同局のニュースキャスターになり、女性キャスター、クリスティーン・ジョンソンと共にCBS2NEWS at NoonとCBS2NEWS at 5を務める。ニューハンプシャー大学卒業。身長192cm。妻は元スキーのオリンピック選手で『プレイボーイ』誌の元モデルだったスウェーデン人のヴィクトリア・シルヴェステッド。

## キャリア
1970年ニュージャージー州ハッケンサックに出生し、同州ラザーフォードで育つ。当地域の公立高校マーワー高校でアメリカンフットボールの選手として活躍した彼は、その経験を生かしニューハンプシャー大学にスポーツ奨学生として入学、3度代表にも選ばれた。学業ではコミュニケーション学を専攻し、その後スポーツキャスターの道に進むことを決心した。
1991年、ニューハンプシャー州マンチェスターのWMUR-TVで働き、NBA春の開幕戦などのレポーターを務めた。その後コネチカット州ハートフォードのNBC系列支局WVIT-TVにて夜の番組のスポーツキャスターになり、NBCのNBCスポーツでもレポーターを務めた。その中にはNBA、WNBA, Notre Dame football, the Gator Bowl, the Sun America Sportsdesk, and the Olympicsなどがある。
1996年から2000年まではCBSのエンターテイメントニュース番組Entertainment Tonightの特派員で、カート・ラッセルが初めてのインタビューの相手、また、グラミー賞、エミー賞、アカデミー賞などのレポーターも務めた。現在ラギーはこの番組でジェイソン・パトリックにインタビューしたことが一番の経験だったと語っている。
2000年、NBC SPORTSに入りスポーツディレクターに就任、テキサス州ハウストンのKPRC-TVの夜の番組NEWS2 HOUSTONでスポーツキャスターになった。2002年にはハウストン・エリアでベスト・スポーツジャーナリスト賞に選ばれた。
2002年12月、NBC SPORTSとKPRCで働く傍らUSA SPORTSのPGA Tour Sundayの特派員にもなり、HGTVとTravel Channelのパートナーにもなった。
2004年有名スポーツキャスター、ワーナー・ウォルフが突然解雇されたことからラギーは現在のWCBS-TVにスポーツキャスターとして契約。2006年11月にクリスティーン・ジョンソンと共にCBS2NEWS at NoonとCBS2NEWS at 5のニュースキャスターになった。尚、以前彼がホストを務めていた日曜日のスポーツ特番Sports Sunday with Chris Wraggeは彼の多忙なスケジュールを考慮に入れ、シンプルにSports Sundayと名を変え、現在は同局のスポーツキャスターであるサム・ライアン、デュシス・ロジャースがランダムにホストを務めている。

## 私生活
- 妻ヴィクトリア・シルヴェステッドとは2000年7月に結婚。ニューヨーク州タクセドー市のTuxedo Park Country Clubで挙式。現在はマンハッタン在住で子供はいない。
- 兄弟姉妹が2人いる。
- 趣味はゴルフ。
- 好きな食べ物はイタリアン。
- 好きなミュージシャンはエルトン・ジョン、70年代から80年代にかけてのブルース。
- 妻は英国のテレビ局Sky Newsが彼女の情事の写真を掲載したことに対し法的手段をとった。Sky Newsは写真を削除。
- スポーツ・イラストレイテッド誌がバハマでの写真を掲載。ラギーはスーパーモデル、タイラ・バンクスとエヴァ・ハージゴバと共にハリケーンのため3日間取り残された。
- サブリナ、The Oprah Winfley Showなどに出演したことがある。